# Gonabad
Gonābād (farsi گناباد) è il capoluogo dello shahrestān di Gonabad, circoscrizione Centrale, nella provincia del Razavi Khorasan in Iran. Aveva, nel 2006, una popolazione di 34.563 abitanti. La città ha antiche origini che risalgono all'era achemenide. I suoi qanat sono stati inseriti nella lista provvisoria del Patrimonio dell'umanità dell'UNESCO.

Zibad Gonabad

La zona ha una grande produzione di zafferano, uva, pistacchi e melograni.